# 昌原大学校
昌原大学校（チャンウォンだいがっこう、朝鮮語: 창원대학교、英語: Changwon National University）は、大韓民国の慶尚南道昌原市義昌区にある国立大学。略称は昌原大、CWNU。

## 歴史
1969年3月、慶尚南道馬山市（現・昌原市馬山合浦区）架浦洞に建てられた馬山教育大学（마산교육대학）が始まり。1978年に馬山初等大学（마산초급대학）に改編され、さらに1979年3月に馬山大学（마산대학）に昇格する。当時の学科は経営学科、貿易学科、会計学科、行政学科、美術学科、音楽学科であり、入学定員は400名であった。
1983年、キャンパスが馬山市から現在地に移され、2年後の1985年に昌原大学（창원대학）に改称。1987年に大学院が設置される。設置学科は国文学科、英文学科、貿易学科、機械工学科の修士課程であった。1991年、昌原大学校に改編される。

## 組織

### 大学
- 人文大学
  - 国語国文学科
  - 英語英文学科
  - 独語独文学科
  - 仏語仏文学科
  - 日本語日本文学科
  - 史学科
  - 哲学科
  - 幼児教育科
  - 特殊教育科
- 社会科学大学
  - 法学科
  - 行政学科
  - 国際関係学科
  - 中国学科
  - 社会学科
  - 新聞放送学科
- 経商大学
  - 経済学科
  - 国際貿易学科
  - 経営学科
  - 会計学科
  - 税務学科
  - 金融保険学科
- 自然科学大学
  - 応用数学科
  - 物理学科
  - 化学科
  - 生物学科
  - 統計学科
  - 微生物学科
  - 衣類学科
  - 食品栄養学科
  - 体育学科
  - 児童家族学科
  - 保健医学科
  - 看護学科
- 工科大学
  - メカトロニクス学部
    - 機械工学専攻
    - 機械設計工学専攻
    - 電気工学専攻
    - 電磁工学専攻
    - 制御建築工学専攻

  - ナノ新素材学部
    - 金属材料工学専攻
    - セラミック工学専攻

  - コンピュータ・情報通信工学部
    - コンピュータ工学専攻
    - 情報通信工学専攻

  - 建築学部
    - 建築学専攻
    - 建築工学専攻

  - 産業システム工学科
  - 環境工学科
  - 環境システム工学科
  - 土木工学科
  - 造船工学科
- 芸術大学
  - 音楽科
  - 美術学科
  - 産業デザイン学科
  - 舞踊学科
- 自立専攻学部

### 大学院
- 大学院
  - 人文社会系列
    - 国語国文学科
    - 英語英文学科
    - 独語独文学科（修士課程のみ）
    - 仏語仏文学科（修士課程のみ）
    - 史学科
    - 教育学科
    - 哲学科（修士課程のみ）
    - 特殊教育学科
    - 幼児教育科（修士課程のみ）
    - 法学科
    - 行政学科
    - 国際関係学科（修士課程のみ）
    - 中国学科（修士課程のみ）
    - 経済学科
    - 国際貿易学科
    - 経営学科
    - 税務学科（修士課程のみ）
    - 会計学科
    - 金融情報学科（修士課程のみ）
    - 国際金融情報学科（博士課程のみ）

  - 自然科学系列
    - 数学統計学科
    - 物理学科
    - 化学科
    - 生物・微生物学科
    - 食品栄養学科
    - 衣類学科
    - 保健医学科（修士課程のみ）

  - 工学系列
    - メカトロニクス工学部
    - 機械設計工学部（修士課程のみ）
    - ナノ新素材工学科
    - コンピュータ工学科
    - 産業システム工学科
    - 環境工学科
    - 加工システム工学科
    - 土木工学科
    - 建築工学科
    - 情報通信工学科（修士課程のみ）
    - 建築学科（修士課程のみ）

  - 芸体能系列
    - 音楽科（修士課程のみ）
    - 美術学科（修士課程のみ）
    - 産業デザイン学科
    - 体育学科
    - 舞踊学科（修士課程のみ）

- 教育大学院
  - 各教育学専攻
- 行政大学院
  - 行政学科
  - 法政策学科
  - 国際協力学科
  - 最高指導者課程
  - 不動産専門家最高課程
- 経営大学院
  - 経営学科
  - 会計学科
  - 国際貿易学科
  - 港湾物流学科
  - 経済学科
  - 税務学科
  - 金融情報学科
  - テクノMBA学科
- 産業・情報大学院
  - 産業機械工学科
  - 産業システム工学科
  - 電気電子制御工学科
  - 材料工学科
  - 環境加工システム工学科
  - コンピュータ工学科
  - 産業デザイン学科
  - 土木工学科
  - 建築工学科
  - 情報通信工学科
- 労働大学院
  - 労働関係学科

## 日本の交流協定校
- 北見工業大学
- 東北大学
- 創価大学
- 電気通信大学
- 横浜国立大学
- 大阪大学
- 九州工業大学
- 長崎大学

## 有名人
昌原大学校出身の有名人
- 歌姫くん/ラッパー
- ミンゴイヤマン/トラベルユーチューブ
- チョン・ソンヘ/ 1992ミス慶南ミ
- ハミョンジ/トロット歌手
- パク・ジェヒョク/元プロゲーマー、元eスポーツコーチ/1987. 4. 11.